# 자살교사·방조죄
| |
| 형법 刑法 |
| 형법학 · 범죄 · 형벌 죄형법정주의 |
| 범죄론 |
| 구성요건 · 실행행위 · 부작위범 간접정범 · 미수범 · 기수범 · 중지범 불능범 · 상당인과관계 고의 · 고의범 · 착오 과실 · 과실범 공범 · 정범 · 공동정범 공모공동정범 · 교사범 · 방조범 |
| 항변 |
| 위법성조각사유 · 위법성 · 책임 · 책임주의 책임능력 · 심신상실 · 심신미약 · 정당행위 · 정당방위 · 긴급피난 · 오상방위 · 과잉방위 · 강요된 행위                                     |
| 죄수 |
| 상상적 경합 · 연속범 · 병합죄 |
| 형벌론 |
| 사형 · 징역 · 금고 벌금 · 구류 · 과료 · 몰수 법정형 · 처단형 · 선고형 자수 · 작량감경 · 집행유예                                                                                  |
| 대인범죄 |
| 보통살인죄 · 존속살해죄 · 자살교사·방조죄 |
| 촉탁승낙살인죄 · 영아살해죄 · 낙태죄 |
| 상관살해죄 |
| 폭행죄 · 상해치사죄 · 절도죄 |
| 성범죄 · 성매매알선 · 강간죄 |
| 유괴 · 과실치사상죄 · |
| 대물범죄 |
| 손괴죄 · 방화죄 |
| 절도죄 · 강도죄 · 사기죄 |
| 사법절차 방해죄 |
| 공무집행방해죄 · 뇌물죄 |
| 위증죄 · 배임죄 |
| 미완의 범죄 |
| 시도 · 모의 · 공모 |
| 형법적 항변 |
| 자동증, 음주 & 착오 |
| 정신 이상 · 한정책임능력 |
| 강박 · 필요 |
| 도발 · 정당방위 |
| 다른 7법 영역 |
| 헌법 · 민법 · 형법 |
| 민사소송법 · 형사소송법 · 행정법 |
| 포털: 법 · 법철학 · 형사정책 |
| v • d • e • h |

자살교사·방조죄(自殺敎唆·傍助罪) 혹은 자살관여죄(自殺關與罪)는 사람을 교사 또는 방조하여 자살하게 하는 죄 로써 대한민국 형법 제252조 2항에 의거 1년이상 10년이하의 징역에 처한다. 한편 자살행위는 그 자체는 물론, 그 미수도 죄가 되지 않는다. 따라서 형법 31조·32조(공범으로서의 교사·방조)에 의하여서는 자살교사·자살방조를 벌할 수 없으므로 본조(형법 252조)에서 독립죄로서 처벌하는 것이다. 자살교사란 자살의 의사가 없는 자에게 자살의 결의를 일으키게 하는 것이며, 자살방조란 자살행위를 용이하게 하여 주는 것이다. 예를 들면 총검이나 독약 등을 제공하는 것 등이다. 본죄의 객체는 자살이 무엇인가를 이해하고 자유로이 의사를 결정할 수 있는 자에 한한다.

## 사례
- Z는 G와 말다툼을 하다가 '죽고 싶다. '같이 죽자'고 하며 G에게 기름을 사오라고 하였고, G가 휘발유 1병을 사다 주자 Z은 몸에 휘발유를 뿌리고 불을 붙여 자살하였다. 이 경우, G에게 자살방조죄가 성립할 수 있다.[1]
- 형법 제252조 제2항의 자살방조죄는 자살하려는 사람의 자살행위를 도와주어 용이하게 실행하도록 함으로써 성립되는 것으로서, 그 방법에는 자살도구인 총, 칼 등을 빌려주거나 독약을 만들어 주거나 조언 또는 격려를 한다거나 기타 적극적, 소극적, 물질적, 정신적 방법이 모두 포함된다. 그러나 자살방조죄가 성립하기 위해서는 그 방조 상대방의 구체적인 자살의 실행을 원조하여 이를 용이하게 하는 행위의 존재 및 그 점에 대한 행위자의 인식이 요구된다.[2]
- 자살방조죄는 자살하려는 사람의 자살행위를 도와주어 용이하게 실행하도록 함으로써 성립되는 것으로서, 그 방법에는 자살도구인 총, 칼 등을 빌려주거나 독약을 만들어 주거나 조언 또는 격려를 한다거나 기타 적극적, 소극적, 물질적, 정신적 방법이 모두 포함된다[3]
- 피해자가 자살할 의도로 극약이 들어있는 병을 들고 마시려 하자 죽을테면 죽어 보라고 하면서 그 병을 들고 피해자의 입에 극약을 부어 넣어 준 경우에 자살방조죄를 인정하였다.[4]
- 피고인이 인터넷 사이트 내 자살 관련 카페 게시판에 청산염 등 자살용 유독물의 판매광고를 한 행위가 단지 금원 편취 목적의 사기행각의 일환으로 이루어졌고, 변사자들이 다른 경로로 입수한 청산염을 이용하여 자살한 경우”에는 자살방조죄의 성립을 부정하였다[5]

## 적용 판례
- 서울서부지방법원2008.11.28 선고 2008가합6977 【무의미한연명치료장치제거등】
- 서울고등법원2002. 2. 7 선고 98노1310 【살인】
- 강기훈 유서대필 의혹 사건

## 유사범죄-위계위력살인죄
자살을 교사 방조하면 252조 2항 자살교사방조죄가 되어 1년 이상 10년 이하의 징역에 처하지만, "위계 또는 위력으로" 자살을 교사 방조하면 253조 위계위력살인죄가 되어 250조 살인죄와 같은 처벌을 한다.

## 관련 문헌
- 백형구, 고시계]특강[형법]-자살관여죄와 촉탁살인죄 –학설의 정리-, 2003.
- 정성근, [고시연구][分野別 論點講座|刑法]殺人罪와 自殺關與罪의 限界, 1997.

## 참고 문헌
- 손동권, 형법 총론-제 2 개정판, 율곡출판사, 2005. ISBN 8991830013

## 같이 보기
- 강기훈 유서대필 의혹 사건
- 위계위력살인죄
- 촉탁살인죄

1. ↑  2010도2328
2. ↑  2008도6556
3. ↑  대법원 2005. 6. 10. 선고 2005도1373 판결
4. ↑  대전지방법원천안지원 1989. 6. 27. 선고 89고합5 판결
5. ↑  대법원 2005. 6. 10. 선고 2005도1373 판결